# Dragon Ball: Raging Blast 2
Dragon Ball: Raging Blast 2 is een videospel gebaseerd op de populaire anime/manga Dragon Ball Z en is verkrijgbaar op de PlayStation 3 en de Xbox 360. Het is het vervolg van Dragon Ball: Raging Blast. Er is geen story mode (Dragon Battle Collection) meer. In plaats daarvan is er een Galaxy Mode. De OVA special Dragon Ball: Plan to Eradicate the Super Saiyans is ook te bekijken.

## Speelbare personages
Dragon Ball: Raging Blast 2 telt 66 speelbare personages.
| - Goku - Kid Gohan - Teen Gohan - Gohan - Ultimate Gohan - Piccolo - Krillin - Yamcha - Tien - Chiaotzu - Vegeta - Vegeta (Scouter) - Majin Vegeta - Trunks - Trunks (Sword) - Kid Trunks - Goten - Gotenks - Vegito - Videl - Bardock - Raditz - Nappa - Zarbon - Dodoria - Captain Ginyu - Recoome - Burter - Jeice - Guldo - Frieza - Android #16 - Android #17 - Android #18 - Android #19 - Dr. Gero - Cell - Majin Boo - Kid Buu - Broly - Gogeta - Vegeta SS3 - Broly SS3 - Future Gohan - Nail - Pikkon - Mecha Frieza - Saibaiman - Cui - Cell Jr - Dabura - Turles - Cooler - Salza - Meta-Cooler - Android 13 - Bojack - Zangya - Janemba - Dore - Neiz - Android 14 - Android 15 - Hatchyack - Tarble |